# Ceratogymna cylindrica
Ceratogymna cylindrica là một loài chim trong họ Bucerotidae.
Loài chim này được tìm thấy ở Bờ Biển Ngà, Ghana, Guinea, Liberia, Sierra Leone và Togo. Môi trường sống tự nhiên của chúng là rừng lá rộng ẩm nhiệt đới và cận nhiệt đới, đồn điền và rừng phát triển thứ cấp. Chúng bị đe dọa bởi hủy hoại môi trường sống, vì gỗ được khai thác và các khu rừng ngày càng bị chia cắt.

## Mô tả
Chim mỏ sừng má nâu là một con chim lớn, có chiều dài 60–70 cm. Con trống có một cái mỏ lớn màu vàng, cong xuống, phía trên có một bướu sừng như cong, một cấu trúc rỗng gắn liền với phần trên. Đầu, phần trên và phần dưới có màu đen ngoài má màu nâu đỏ, và phần mông, bụng và đuôi màu trắng. Con mái nhỏ hơn nhưng khác với con trống và có mỏ và bướu sừng trên mỏ màu đen.